# TigerVNC
TigerVNC — це серверне і клієнтське програмне забезпечення для віртуальних мережевих обчислень (VNC) з відкритим вихідним кодом, розпочате як форк TightVNC у 2009 році. Є клієнти під Windows, Linux та macOS. Є сервер під Linux. Для macOS сервера немає.

## Історія
Розробники Red Hat, Cendio AB та TurboVNC започаткували цей форк, оскільки RealVNC зосередився на своєму корпоративному власницькому VNC, а оновлення TightVNC не з'являлося з 2006 року. Однак останні кілька років основним учасником проєкту є Cendio AB, яка використовує його для свого продукту ThinLinc. TigerVNC має повністю відкритий вихідний код, розробка та обговорення здійснюється через загальнодоступні списки розсилки та репозиторій.
TigerVNC має інший набір функцій, ніж TightVNC. Наприклад, TigerVNC додає шифрування для всіх підтримуваних операційних систем, а не лише для Linux. І навпаки, TightVNC має можливості, яких немає у TigerVNC, наприклад, передача файлів.
TigerVNC фокусується на продуктивності та функціональності віддаленого відображення.
TigerVNC став реалізацією VNC за замовчуванням у Fedora невдовзі після його створення.
Рецензент 2010 року визнав продукт TigerVNC «набагато швидшим, ніж Vinagre, але не таким швидким, як Remmina».